# Konrad Siegmund von Brasch

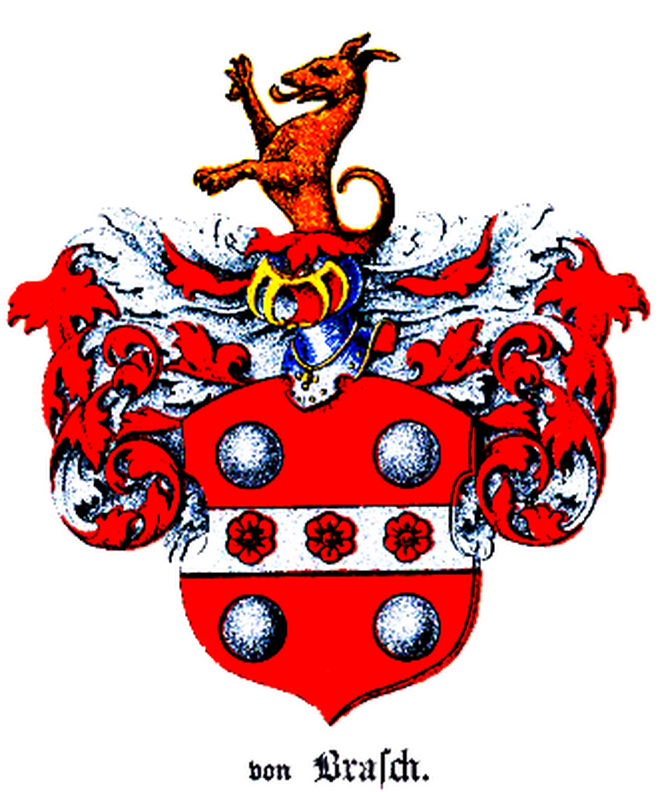
Wappen der Adelsfamilie von Brasch

Konrad Siegmund von Brasch (* 5. März 1779 in Dorpat; † 20. Juli 1835 in Aya) war ein deutsch-baltischer Landwirt, Gerichtsassessor und Gutsherr in Livland.

## Leben
Konrad Siegmund hatte eine juristische Ausbildung durchlaufen und war zunächst ab 1813 Assessor am Hofgericht sowie 1819 und 1823 Landrichter in Livland. Von 1829 bis 1835 war er Präsident der Livländischen Gemeinnützigen und Ökonomischen Sozietät.

## Herkunft und Familie
Konrad Siegmund stammte aus dem deutsch-baltischen Adelsgeschlecht von Brasch, die um 1770 aus Mecklenburg kommend im Baltikum ansässig wurden. Sein Vater war Gottlob Siegmund von Brasch (1752–1805), der mit Charlotte Amalie Stockenberg, einer Urenkelin des Bildhauers Johann Gustav Stockenberg, verheiratet war. Konrad heiratete 1807 Alexandrine Gräfin von Dücker. Ihre Nachkommen waren:
- Alexander Victor Sigismund von Brasch (* 1810 in Dorpat; † 1825 ebd.)
- Leonhard Karl Gustav von Brasch (* 1811 in Dorpat; † 1876), Herr auf Ropkoy, Renningshof und Hohensee ⚭ Ida Anna von Richter (1818–1902)
- Emilie Alexandrine von Brasch (1815–1899)
- Anna Amalie von Brasch (1816–1890) ⚭ Wilhelm Gustav von Wahl (1812–1890)
- Konrad August von Brasch (1820–1884), livländischer Landrat ⚭ Sophie Gertrude von Krüdener (1822–1891)
- Ernst Heinrich von Brasch (1821–1883) ⚭ Anna Helene von Stackelberg (* 1820 in Worms; † 1901 in Dorpat)

## Besitzungen
Konrad Siegmund v. B. war seit 1803 Besitzer der Güter Ropkoy und Renningshof. Von 1813 bis 1819 war er Pfandbesitzer von Kardis und von 1821 bis 1826 von Rippoka. Seit 1819 war er Pfandbesitzer und ab 1821 Eigentümer von Aya in Livland.